# Ansambel Ludvika Lesjaka
Ansambel Ludvika Lesjaka je nekdanja slovenska narodnozabavna zasedba, ki je delovala od leta 1959. Šlo je za inštrumentalni trio s pevci. Ansambel je bil zelo priljubljen med poslušalci, vendar na osrednji radijski postaji ne obstaja veliko arhivskih posnetkov.

## Zasedba
Ansambel Ludvika Lesjaka so ob ustanovitvi sestavljali harmonikar in vodja Ludvik Lesjak, kitarist Lado Kresol in basist Jože Zupan. V več kot štiridesetih letih delovanja so se v zasedbi zvrstili mnogi glasbeniki. To so bili orgličar in pevec Marjan Urbanija, pevci Tone Rus, Matija Cerar, Olga Weisbacher, Melita Avsenak in Lojze Ambrož ter kitarist Vinko Mrak. Nekaj časa je z ansamblom prepevala vokalna zasedba Fantje s Katarine.

## Delovanje
Harmonikar Ludvik Lesjak iz Gabrijel na Dolenjskem je že leta 1957 osnoval svoj ansambel z imenom Tiki. V njem so poleg njega igrali še bobnar Vili Logar, trobentač Marjan Slabšak in klarinetist Stane Slabšak. Prvič so nastopili na veselici v Krmelju, delovali pa so tri leta.
Po vojaščini in preselitvi v okolico Ljubljane je Lesjak leta 1959 z bratoma Tonetom in Vinkom oblikoval ansambel Bratje Lesjak. Istega leta so nastopili na televizijski javni prireditvi Pred sedmimi kamerami v hali Tivoli. Pozneje je zbral več glasbenikov v Ansambel Ludvika Lesjaka, ki je pogosto javno nastopal in snemal plošče. Predstavili so se v oddajah Slovenski ansambli tekmujejo, Pokaži, kaj znaš, Pred sedmimi kamerami, nastopili pa so tudi na šestih ptujskih festivalih.
Melodije za skladbe ansambla je pisal vodja Ludvik Lesjak, ki je dodal tudi večino besedil, nekaj teh pa so prispevali še Olga Weisbacher, Marjan Stare, Stana Vinšek in Tone Rus.

## Diskografija
Ansambel Ludvika Lesjaka je v času svojega delovanja izdal nekaj plošč. Nekatere med njimi:
1. Pri gozdiču zelenem (1969)
2. Letni časi (?)

## Največje uspešnice
Ansambel Ludvika Lesjaka je najbolj poznan po naslednjih skladbah:
- Mojca
- Pomlad v srcu
- Poročni venec
- Pozdrav s Katarine
- Se spomniš, draga moja mama
- Veseli Martin